# Mike D'Antoni

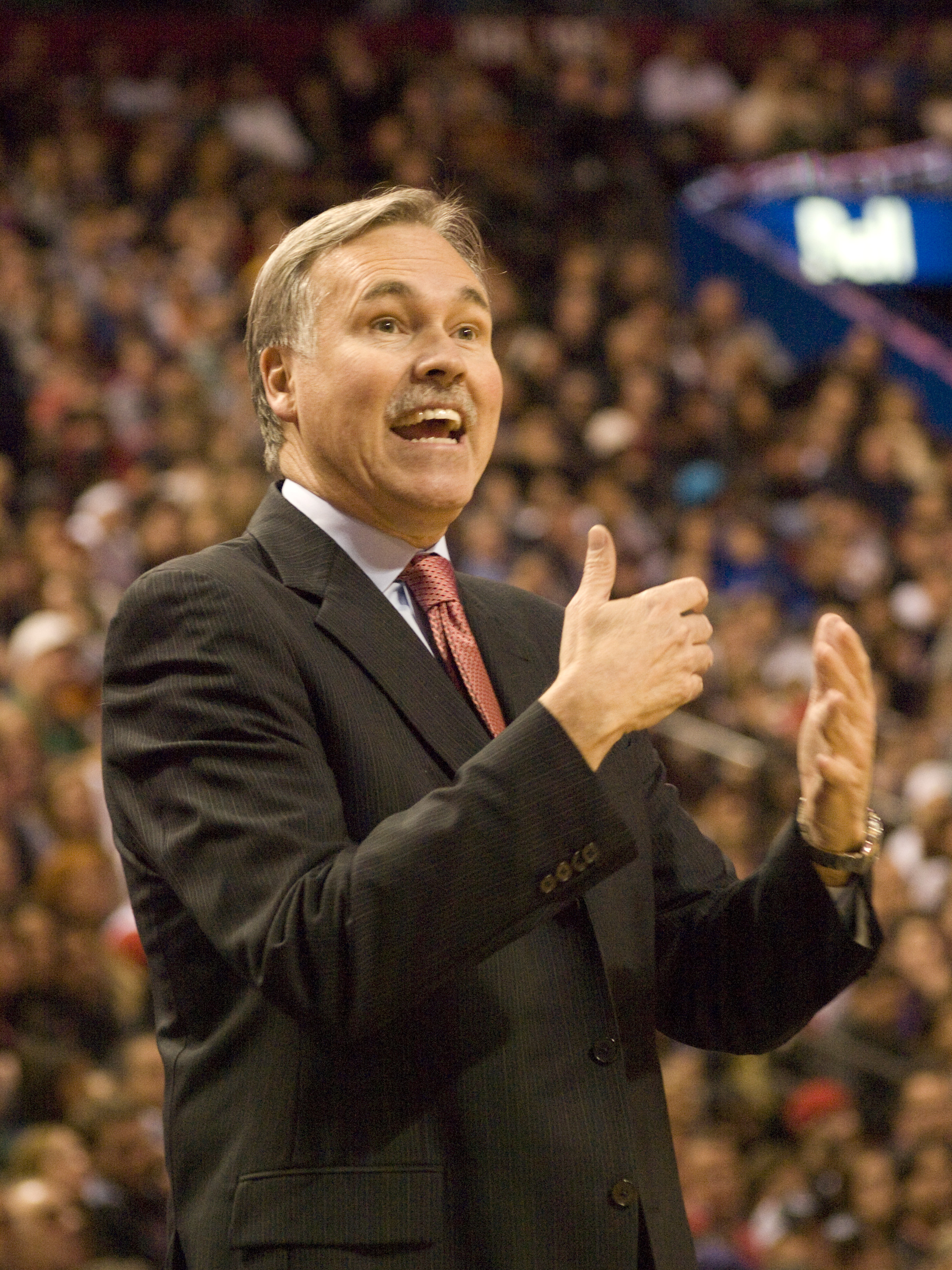
Mike D'Antoni 2010.

Michael Andrew "Mike" D'Antoni, född 8 maj 1951 i Mullens i West Virginia, är en italiensk-amerikansk baskettränare och före detta basketspelare. Han har bland annat varit huvudtränare för Phoenix Suns (2003–2008), New York Knicks (2008–2012), Los Angeles Lakers (2012–2014) och Houston Rockets (2016–2020).